# Tóth Zoltán József
Tóth Zoltán József (Várpalota, 1967. január 29. – Budapest, 2018. január 28.) magyar jogász, jogtörténész és politológus, egyetemi oktató, szakíró, a második Orbán-kormány Honvédelmi Minisztériumának helyettes államtitkára.

## Életpályája, szakmai múltja

### Tanulmányai, végzettsége
1985-ben érettségizett a budapesti József Attila Gimnáziumban. Felsőfokú tanulmányait az Eötvös Loránd Tudományegyetem Állam- és Jogtudományi Karán kezdte meg 1987-ben, ahol 1992-ben jogi, 1994-ben pedig politológus diplomát szerzett. 1992 és 1993 között katonai szolgálatot teljesített a Bolyai János Katonai Műszaki Főiskolán, ahonnan főhadnagyként szerelt le. 1997-ben jogi szakvizsgát tett, 2006-ban pedig tudományos fokozatot (PhD) szerzett jogtudományból a Miskolci Egyetem Doktori Iskolájában.

### Szakmai múltja
Az érettségi után, 1986 és 1989 között az MTA Kiadó Vállalat Lexikonszerkesztőségénél dolgozott mint segédszerkesztő. 1993 és 1997 között a Határon Túli Magyarok Hivatalában helyezkedett el jogászként és elemzőként. Rövid ideig, 1997 és 1998 között ügyvédként is dolgozott (ügyvédi munkáját azóta szünetelteti). Szintén 1997-től egyetemi oktató (2003-tól adjunktus, 2009-től címzetes egyetemi docens) volt a Pázmány Péter Katolikus Egyetem Jog- és Államtudományi Karán 2010 novemberéig. Egyidejűleg 1998 és 2007 között főosztályvezető-helyettes volt a Nemzeti Kulturális Örökség Minisztériumában. 2000 és 2008 közt a gödöllői Szent István Egyetem Környezet- és Tájgazdálkodási Intézetében is oktatott. 2007 óta a Nyugat-magyarországi Egyetem Geoinformatika Karán (Székesfehérvár) oktató, tanszékvezető egyetemi docens. 2010-től 2011-ig A Honvédelmi Minisztérium Jogi és Igazgatásügyekért felelős helyettes államtitkára, 2011-től 2012-ig A Közigazgatási és Igazságügyi Minisztérium, Közszolgálati Főosztály, Közszolgálati Peres Osztály osztályvezetője volt.

### Egyéb tevékenységei
- 1989–1997: a Kereszténydemokrata Néppárt tagja
- 1995–1996: a Kapu (folyóirat) rovatvezetője Ernyes-Tóth Zoltán néven.
- 1997: az Országgyűlés alkotmány-előkészítő bizottságában szakértő.
- 1989–2009: kurzusok, szemináriumok, kongresszusok: Egyesült Államokban, Brazíliában, a Dél-afrikai Köztársaságban, Bécsben, Londonban, Hágában, Athénban, Ljubljanában, Moszkvában, Bukarestben, Brüsszelben, Strasbourgban, a Vatikánban, Melbourne-ben, Sydneyben stb.
- 2008–2009: a Magyar Konzervatív Alapítvány ügyvezetője és kurátora.
- Tanszékvezető oktató a Kőrösi Csoma Sándor Magyar Egyetemen.

### Államtitkári működése
2010. június 7-étől mintegy kilenc hónapig helyettes államtitkár volt a második Orbán kormány idején a Honvédelmi Minisztériumban. E tisztségéből Hende Csaba honvédelmi miniszter javaslatára 2011. március 11-én felmentették. A felmentésnek Tóth szerint elvi okai voltak, amit viszont Hende egy interjúban határozottan cáfolt, ugyanakkor ő semmilyen más indokot nem kívánt az elbocsátás kapcsán megnevezni.

## Halála után
Halála után két alapítványt hoztak létre tisztelői emlékére. Az egyiket a Szent Korona-tan és a magyar történeti alkotmány kutatására és népszerűsítésére is, a másikat pedig családjának szellemi és anyagi támogatásaként.

## Családja
Nős, felesége dr. Tóthné dr. Kis Brigitta. Gyermekei: István (2003), Julianna (2006), Benedek (2010) és Attila (2012)

## Főbb művei

### Önálló művek
- Magyar közjogi hagyományok és nemzeti öntudat a 19. század végétől napjainkig. Szent István Társulat, Budapest, 2007.
- Megmaradásunk alkotmánya. A Szent Korona-eszme a magyar történelemben és közjogban. HUN-idea, Budapest, 2007.
- Élet a Szent Korona jegyében. A magyar értékekre épülő társadalom. Magyarok Világszövetsége, Budapest, 2011.
- Vihar előtt – válaszúton. Két Hollós, Budapest, 2011
- Végkifejlet előtt – végveszélyben; Két Hollós, Bp., 2014

### Szerkesztett művek
- A Magyar Szent Korona és a Szent Korona-tan az ezredfordulón. Szent István Társulat, Budapest, 1999.
- Igazság és történelem – Molnár Tamás gondolatainak gyűjteménye. Szent István Társulat, Budapest, 2000.

### Többszerzős művek
- A Szent Korona-eszme időszerűsége. Szent István Társulat, Budapest,
- .Hungaria Archiregnum : Szent Korona-eszme, Szent Korona-tan, Alaptörvény / Kocsis István-Molnár Tamás-PapGábor-Pecze Ferenc-Tóth Zoltán József-Vass Csaba-Zétényi Zsolt-Zlinszky János. ; Tanulmánykötet. szerk. Tóth Zoltán József]. 554 p. Két Hollós, Budapest, 2017.

### Egyéb kiadványok
- A Szent Korona-tan és a Történeti Alkotmány I-II-III. DVD, Budapest, 2010.